# Linka 17 (metro v Paříži)

Linka v plánované síti Grand Paris Express

Linka 17 je zamýšlená linka pařížského metra ve zdejší aglomeraci jako jedna z větví plánovaného projektu Grand Paris Express. Linka dlouhá 25 km bude procházet 7 obcemi a bude mít 9 stanic. Její zprovoznění je plánováno na období 2023–2030. Linka bude v systému MHD značená růžovou barvou.

## Historie projektu
Linka 17 je součástí projektu, který vyhlásil prezident Nicolas Sarkozy v roce 2009. Celá nová síť má propojit Letiště Charlese de Gaulla a Orly přes La Défense, Versailles a technologické centrum Paris-Saclay.

## Plán uvedení do provozu
- 2023: úsek ze stanice Saint-Denis – Pleyel do Le Bourget RER
- 2023–2024: úsek ze stanice Le Bourget RER do Triangle de Gonesse
- 2023–2024: úsek ze stanice Triangle de Gonesse do Aéroport Charles-de-Gaulle 2 TGV
- 2030: úsek ze stanice Aéroport Charles-de-Gaulle 2 TGV do Le Mesnil-Amelot
- po roce 2030: úsek ze stanice Saint-Denis – Pleyel do Nanterre-La Folie[1]

## Technické parametry
Vlaky na lince budou mít automatické řízení a budou se skládat ze tří průchozích vagónů o celkové délce 54 m s kapacitou asi 500 cestujících.

## Seznam plánovaných stanic
| Linka 17                           | Linka 17           | Linka 17 |
| Stanice                            | Obec               | Přestup  |
| ---------------------------------- | ------------------ | -------- |
| Le Mesnil-Amelot                   | Le Mesnil-Amelot   |          |
| Aéroport Charles de Gaulle 2e gare | Tremblay-en-France | CDGVAL   |
| Aéroport Charles-de-Gaulle 2 TGV   | Tremblay-en-France | CDGVAL   |
| Parc des Expositions               | Villepinte         |          |
| Gonesse                            | Gonesse            |          |
| Le Bourget – Aéroport              | Le Bourget         |          |
| Le Bourget                         | Le Bourget         |          |
| La Courneuve – Six Routes          | La Courneuve       |          |
| Saint-Denis – Pleyel               | Saint-Denis        |          |